# Martiri di Angers
I martiri di Angers sono un gruppo di 99 tra sacerdoti, religiosi e fedeli laici della diocesi di Angers giustiziati tra il 1793 e il 1794: furono beatificati da papa Giovanni Paolo II nel 1984.

## Storia
La persecuzione infuriò in conseguenza dell'insurrezione dei Vandeani.
Dei 99 martiri, 12 sono i sacerdoti, 3 le religiose (due Figlie della Carità di San Vincenzo de' Paoli e una monaca benedettina di Nostra Signora del Calvario) e 84 i fedeli laici (4 uomini e 80 donne).
I dodici sacerdoti, la monaca Rosalie du Verdier de la Sorinière, l'artigiana Renée-Marie Feillatreau e la nobildonna Marie de la Dive, madre di dieci figli, furono ghigliottinati sulla piazza du Ralliement di Angers. Gli altri 84, di umile estrazione sociale, furono fucilati fuori dalla città, nel bosco dell'antico priorato grandmontino di La Haye-aux-Bonshommes, presso Avrillé.
Il capofila del gruppo, in virtù della sua anzianità, è il sacerdote Guillaume Repin.

## I martiri
Il 30 ottobre 1793 fu decapitato ad Angers:
- Jean-Michel Langevin, sacerdote diocesano, nato il 28 settembre 1731 a Ingrandes

Il 1º gennaio 1794 furono decapitati ad Angers due fratelli sacerdoti:
- René Lego, sacerdote diocesano, nato il 5 ottobre 1764 a La Flèche
- Jean Lego, sacerdote diocesano, nato il 13 maggio 1766 a La Flèche

Il 2 gennaio 1794 furono ghigliottinati ad Angers:
- Guillaume Repin, sacerdote diocesano, nato il 26 agosto 1709 a Thouarcé
- Laurent Batard, sacerdote diocesano, nato il 4 febbraio 1744 a Saint-Maurille de Chalonnes-sur-Loire

Il 5 gennaio 1794 furono ghigliottinati ad Angers tre sacerdoti:
- Jacques Ledoyen, sacerdote diocesano, nato il 3 aprile 1760 a Rochefort-sur-Loire
- François Peltier, sacerdote diocesano, nato il 26 aprile 1728 a Savennières
- Pierre Tessier, sacerdote diocesano, nato l'11 maggio 1766 a La Trinité-d'Angers

Il 12 gennaio 1794 fu fucilato ad Avrillé:
- Antoine Fournier, laico, sposato, nato il 26 gennaio 1736 a La Poitevinière

Il 18 gennaio 1794 furono fucilate ad Avrillé:
- Victoire Gusteau, laica, nata nel 1745 circa a Châtillon-sur-Sèvre
- Charlotte Lucas, laica, nata il 1º aprile 1752 a Chalonnes-sur-Loire
- Monique Pichery, laica, nata il 4 aprile 1762 a Chalonnes-sur-Loire
- Félicité Pricet, laica, nata nel 1745 circa a Châtillon-sur-Sèvre

Il 26 gennaio 1794 fu ghigliottinata ad Angers:
- Marie de la Dive, vedova du Verdier de la Sorinière, laica, nata il 18 maggio 1723 a Saint-Crespin-sur-Moine

Il 27 gennaio 1794 fu ghigliottinata ad Angers:
- Rosalie du Verdier de la Sorinière (suor Santa Celeste), delle Benedettine di Nostra Signora del Calvario, nata il 12 agosto 1745 a Saint-Pierre de Chemillé

Il 1º febbraio 1794 furono giustiziate ad Avrillé:
- Marie-Anne Vaillot, delle Figlie della Carità di San Vincenzo de' Paoli, nata il 13 maggio 1736 a Fontainebleau
- Odile Baumgarten, delle Figlie della Carità di San Vincenzo de' Paoli, nata il 15 novembre 1750 a Gondrexange
- Gabrielle Androuin, laica, nata il 6 settembre 1755 a Saint-Lambert-du-Lattay
- Perrine Androuin, laica, nata il 31 agosto 1760 a Saint-Lambert-du-Lattay
- Suzanne Androuin, laica, nata il 16 marzo 1757 a Saint-Lambert-du-Lattay
- Victoire Bauduceau, coniugata Révélière, laica, nata il 20 settembre 1745 a Thouars
- Françoise Bellanger, laica, nata il 24 giugno 1735 a La Trinité-d'Angers
- Perrine Besson, laica, nata nel 1742 circa a Essarts
- Madeleine Blond, laica, nata nel 1763 circa ad Angers
- Françoise Bonneau, laica, nata nel 1763 circa a Saint-Léger-sous-Cholet
- Jeanne Bourigault, laica, nata il 24 ottobre 1757 a Chaudefonds-sur-Layon
- Renée Cailleau, coniugata Girault, laica, nata il 6 luglio 1752 a Saint-Aubin-de-Luigné
- Marie Cassin, coniugata Moreau, laica, nata il 21 gennaio 1750 a Chanteloup
- Simone Chauvigné, vedova Charbonneau, laica, nata il 12 marzo 1728 a Chaudefonds-sur-Layon
- Marie-Jeanne Chauvigné, coniugata Rorteau, laica, nata il 21 febbraio 1755 a La Jumellière
- Catherine Cottanceau, laica, nata nel 1733 circa a Bressuire
- Charlotte Davy, laica, nata il 19 ottobre 1760 a Chalonnes-sur-Loire
- Louise Déan de Luigné, laica, nata il 17 novembre 1757 a Argenton-Notre-Dame
- Anne-Françoise de Villeneuve, laica, nata l'11 settembre 1741 a Seiches-sur-le-Loir
- Marie Fausseuse, coniugata Banchereau, laica, nata nel 1740 circa a Boësse
- Jeanne Fouchard, coniugata Chalonneau, laica, nata il 10 settembre 1747 a Chalonnes-sur-Loire
- Marie Gallard, coniugata Quesson, laica, nata nel 1739 circa a Saint-Laurent-de-la-Plaine
- Marie Gasnier, coniugata Mercier, laico, sposato, nato l'8 novembre 1756 a Ménil
- Marie Grillard, laica, nata il 5 ottobre 1753 a Saint-Pierre de Cholet
- Renée Grillard, laica, nata il 10 febbraio 1766 a Saint-Pierre de Cholet
- Perrine Grille, laica, nata il 6 febbraio 1742 a Rochefort-sur-Loire
- Jeanne Gruget, vedova Doly, laico, sposato, nato nel 1745 circa a Châtillon-sur-Sevre
- Anne Hamard, laica, nata nel 1742 circa a Saint-Clément
- Perrine Ledoyen, laica, nata il 16 settembre 1764 a Saint-Aubin-de-Luigné
- Marie Lenée, coniugata Lepage de Varancé, laica, nata il 14 luglio 1729 a Saint-Nicolas de Saumur
- Marie Leroy, coniugata Brevet, laica, nata nel 1755 circa
- Marie Leroy, laica, nata il 19 maggio 1771 a Montilliers
- Renée Martin, coniugata Martin, laica, nata nel 1752 circa
- Françoise Michau, laica, nata nel 1765 circa
- Jacquine Monnier, laica, nata il 16 gennaio 1726 a Saint-Melaine-sur-Aubance
- Françoise Pagis, coniugata Railleau, laica, nata il 14 ottobre 1732 a Gouis
- Madeleine Perrotin, vedova Rousseau, laica, nata il 30 marzo 1744 a Saint-Germain-des-Prés
- Perrine-Charlotte Phelippeaux, coniugata Sailland d'Epinatz, laica, nata il 13 maggio 1740 a Saint-Nicolas de Saumur
- Marie Anne Pichery, coniugata Delahaye, laica, nata il 30 luglio 1754 a Chalonnes-sur-Loire
- Rose Quenion, laica, nata il 20 gennaio 1764 a Mozé-sur-Louet
- Louise-Olympe Rallier de la Tertinière, vedova Déan de Luigné, laica, nata il 24 aprile 1732 a Château-Gontier
- Marguerite Rivière, coniugata Huau, laica, nata il 20 agosto 1756 a La Ferrière-de-Flée
- Marie Rouault, coniugata Bouju, laica, nata il 26 ottobre 1744 a Vezins
- Perrine Sailland d'Epinatz, laica, nata il 24 marzo 1768 a Saint-Nicolas de Saumur
- Jeanne Sailland d'Epinatz, laica, nata il 3 luglio 1769 a Saint-Nicolas de Saumur
- Madeleine Sailland d'Epinatz, laica, nata il 9 agosto 1770 a Saint-Nicolas de Saumur
- Renée Valin, laica, nata l'8 marzo 1760 a Chaudefonds-sur-Layon

Il 10 febbraio 1794 furono fucilati ad Avrillé:
- Louise Bessay de la Voute, laica, nata il 22 agosto 1721 a Saint-Mars-des-Prés
- Catherine du Verdier de la Sorinière, laica, nata il 29 giugno 1758 a Saint-Pierre de Chemillé
- Marie-Louise du Verdier de la Sorinière, laica, nata il 27 giugno 1765 a Saint-Pierre de Chemillé
- Pierre Frémond, laico, nato il 16 settembre 1754 a Chaudefonds-sur-Layon
- Marie-Anne Hacher du Bois, laica, nata il 3 aprile 1765 a Jallais
- Louise Poirier, coniugata Barré, laica, nata il 22 febbraio 1754 a Le Longeron

Il 22 marzo 1794 fu decapitato ad Angers:
- François Chartier, sacerdote diocesano, nato il 6 giugno 1752 a Marigné

Il 28 marzo 1794 fu decapitata ad Angers:
- Renée-Marie Feillatreau, coniugata Dumont, laica, nata l'8 febbraio 1751 a Angers

Il 16 aprile 1794 furono fucilati ad Avrillé 26 fedeli, in gran parte contadini:
- Pierre Delépine, laico, nato il 24 maggio 1732 a Marigné
- Jean Ménard, laico, sposato, nato il 16 novembre 1736 a Andigné
- Renée Bourgeais, vedova Juret, laica, nata il 12 novembre 1751 a Montjean
- Perrine Bourigault, laica, nata il 7 agosto 1743 a Montjean
- Madeleine Cady, coniugata Desvignes, laica, nata il 7 aprile 1756 a Saint-Maurille de Chalonnes-sur-Loire
- Marie Forestier, laica, nata il 16 gennaio 1768 a Montjean
- Marie Gingueneau, vedova Coiffard, laica, nata nel 1739 circa
- Jeanne Gourdon, vedova Moreau, laica, nata l'8 ottobre 1733 a Sainte-Christine
- Marie Lardeux, laica, nata nel 1748 circa
- Perrine Laurent, laica, nata il 2 settembre 1746 a Louvaines
- Jeanne Leduc, coniugata Paquier, laica, nata il 10 febbraio 1754 a Chalonnes-sur-Loire
- Anne Maugrain, laica, nata il 12 aprile 1760 a Rochefort-sur-Loire
- Françoise Micheneau, vedova Gillot, laica, nata il 19 maggio 1737 a Chanteloup-les-Bois
- Jeanne Onillon, vedova Onillon, laica, nata il 19 aprile 1753 a Montjean
- Marie Piou, coniugata Supiot, laica, nata il 19 maggio 1755 a Montrevault
- Perrine Pottier, coniugata Turpault, laica, nata il 26 aprile 1750 a Cléré-sur-Layon
- Marie-Genevieve Poulain de la Forestrie, laica, nata il 3 gennaio 1741 a Lion-d'Angers
- Marthe Poulain de la Forestrie, laica, nata il 2 ottobre 1743 a Lion-d'Angers
- Renée Rigault, coniugata Papin, laica, nata il 14 maggio 1750 a Saint-Florent-le-Vieil
- Marguerite Robin, laica, nata il 22 dicembre 1725 a Montjean
- Marie Rechard, laica, nata il 29 aprile 1763 a Montjean
- Marie Roger, vedova Chartier, laica, nata il 14 gennaio 1727 a Montjean
- Madeleine Sallé, coniugata Havard, laica, nata nel 1751 circa
- Renée Sechet, vedova Davy, laica, nata il 28 dicembre 1753 a Montjean
- Françoise Suhard, vedova Ménard, laica, nata il 5 febbraio 1731 a Sainte-Gemmes-d'Andigné
- Jeanne Thomas, vedova Delaunay , laica, nata nel 1730 circa

Il 18 aprile 1794, Venerdì Santo, fu decapitato ad Angers:
- Joseph Moreau, sacerdote diocesano, nato il 21 ottobre 1763 a Saint-Laurent-de-la-Plaine

Il 24 agosto 1794 fu decapitato ad Angers:
- André Fardeau, sacerdote diocesano, nato il 19 novembre 1761 a Soucelles

Il 14 ottobre 1794 fu ghigliottinato a Angers:
- Jacques Laigneau de Langellerie, sacerdote diocesano, nato il 17 aprile 1747 a La Flèche

Al gruppo si aggiunge Noël Pinot, la cui posizione fu stralciata dal numero dei martiri di Angers e fu beatificato da papa Pio XI nel 1926.